# Stjepan II.
Stjepan II. (* vor 1075; † 1091) war von 1089 bis zu seinem Tod der König des mittelalterlichen kroatischen Königreichs.

## Leben
Nach dem Tod Dmitar Zvonimirs brachen im Land Kämpfe um die Nachfolge auf dem kroatischen Thron aus. Da sich die Fürsten nicht einigen konnten stimmten sie schließlich zu, den letzten Nachfahren der kroatischen Könige aufzusuchen und diesen zu bitten König zu werden. Dieser Nachkomme war Stjepan, der Neffe des verstorbenen Königs Petar Krešimir, der sich 15 Jahre zuvor aus gesundheitlichen Gründen ins Kloster Sveti Stjepan (St. Stephan) bei Split zurückgezogen hatte. Er wurde im Jahr 1089 aus dem Kloster geholt und auf den Thron gesetzt, um die Machtkämpfe zu beenden und das Land zu befrieden. Als König trug er den Namen Stjepan II. Das Kloster spielte bis ins 15. Jahrhundert eine wichtige Rolle in der Geschichte der Stadt Split und in der dortigen Kirchenhistorie. Bereits während des normannischen Einfalls im Jahr 1075 waren die Mauern des Klosters verstärkt und die Mauerkrone mit Zinnen versehen worden. Stjepan gilt als Sohn des Častimir, vermutlich ein Schwager von König Petar Krešimir IV. Es heißt Petar Kresimir habe weder Brüder noch Söhne gehabt und bereits zu Lebzeiten seinen Neffen mit dem Titel lateinisch dux, kroatisch knez zu seinem Mitregenten und Nachfolger ernannt. Doch nach dessen Tod und bedingt durch die Krankheit Stjepans war zunächst Dmitar Zvonimir mit der Unterstützung des Papstes zum König ernannt und gekrönt worden. Er war der letzte Vertreter der Trpimirović-Dynastie.
In seinen Aufzeichnungen aus dem Jahr 1078 schrieb er:

„Já Štěpán, kdysi zářný kníže herzegovinských Chorvatů, poznamenán těžkou nemocí, povolal jsem královské duchovní, aby nalezli léku na mé hříchy. Na jejich doporučení odešel jsem do kláštera svatého Štěpána. Zde jsem se vzdal veškeré své důstojnosti, zde jsem si vybral svoji hrobku pro poslední odpočinek a požádal opata, aby se za mne přimluvil ve svých modlitbách […]“

„Ich Stjepan, ehemals leuchtender Fürst der herzegowinischen Kroaten, von schwerer Krankheit gekennzeichnet, rief die königlichen Geistlichen an, eine Medizin für meine Sünden zu finden. Deren Rat zufolge ging ich ins Kloster des heiligen Stjepan. Hier habe ich aller meiner Würden entsagt, mir die Gruft für meine Bestattung ausgesucht und empfahl dem Abt mich in seinen Gebeten zu erwähnen […].“

Während sein Vorgänger durch eine Wahl zum König bestimmt worden war, wurde Stephen II. ohne eine solche introniert, da er ein erbliches Anrecht auf die Krone hatte.
Stjepan II. beschrieb es selbst wie folgt:

„[…] ja (Stjepan, kralj Hrvata i Dalmatinaca) po milosti Božjoj uz pobvalbu svega plemstva Hrvatske i Dalmacije častno uzvišen na kraljevskom prijestolja otaca, djedova i pradjedova“

„[…] ich (Stjepan, König der Kroaten und Dalmatiner) wurde ehrenvoll durch die Gnade Gottes mit dem Lob des gesamten Adels Kroatiens und Dalmatiens auf dem königlichen Thron meiner Väter, Großväter und Urgroßväter erhoben“

Er wurde von den Fürsten als König anerkannt und es kehrte wieder Frieden ein. Er regierte nur zwei Jahre und galt als besonnener und entschlossener Herrscher. Da er zudem ein frommer Mann war, unterstützte er insbesondere das Kloster Sveti Stjepan, das ihn lange Zeit beherbergt hatte. Dem Abt des Klosters spendete er sein königliches Anwesen in Radonji.
Unmittelbar nach seinem Tod kam es erneut zu großen Unruhen. Jelena die Schöne, die Ehefrau seines Vorgängers Zvonimir, erreichte, dass ihr Bruder, der ungarische König Ladislaus, in Nordkroatien die Macht übernahm und ermöglichte dessen Neffen Koloman 1102 kroatischer König zu werden.